# 前庭神经
前庭神经（英文：Vestibular nerve），是前庭耳蜗神经的一个分支（另一个为耳蜗神经），属于感觉神经，负责传递有关平衡觉的信息。人的前庭神经可传递耳石中的前庭毛细胞以及半规管所产生的神经信号。其中，耳石中的信息反映头部的重力以及直线加速度，而半规管中的信息反映头部的转动。在动态环境中，两项信息对感知身体位置和保持稳定均不可或缺。
前庭神经包含传入神经纤维，神经元的细胞体位于前庭神经节中、属于双极神经元，而其轴突延伸至第四脑室的前庭核（位于延髓和桥脑中）。

## 临床

### 前庭神经受损
前庭神经最常见的损伤包括接触到了耳毒性抗生素，或患上梅尼埃病、前庭神经炎（又称前庭神经元炎）、脑炎和其它一些自身免疫病。一般而言，前庭神经受损会造成病人出现眩晕和平衡觉障碍，常伴有恶心和呕吐。

### 康复治疗
对于前庭神经受损，人体可在7至10天内产生代偿性修复。少部分病患可能复发，并可能出现长期的眩晕。服用抗眩晕药物，如倍他司汀，可加快人体代偿性修复并缓解症状。病人也可通过理疗逐渐康复。